# Khushboo Grewal
Khushboo Grewal (née Kochhar) (16 de enero de 1984, Chandigarh) es una actriz de cine Punjabi, VJ y cantante de playback india. Ella se graduó en la MCM DAV College, una institución educativa sólo dirigida para personas de sexo femenino, en Chandigarh. Su carrera musical comenzó cuando representó a Chandigarh, su ciudad natal, en la versión de Popstars de Channel V India.
Se hizo conocer con su tema Pink Lips, de la película de Bollywood Hate Story 2.

## En la televisión india
- Comedy Circus Ke Mahabali como Khushboo
- Dil Dosti Dance como Khushboo Meerchandani
- Rang Badalti Odhani como Khushboo Khandelwal
- Chhajje Chhajje ka pyar como Lipika Mahajan
- Ramleela – Ajay Devgn Ke Saath – Life OK
- Ishaan– Disney

## Filmografía
- Aa Gaye Munde U.K. De (Punjabi) como Lovely
- Bhaji in Problem (Punjabi) como Jasmeet
- Carry on Jatta (Punjabi) como Preet
- Munde U.K. De (Punjabi) como Candy
- Raaz: The Mystery Continues como Karen
- Paisa Yaar n Panga como Waniya

## Como cantante de playback
| Año  | Película               | Canción       | Notas                |
| ---- | ---------------------- | ------------- | -------------------- |
| 2014 | Hate Story 2           | Pink Lips     | con Meet Bros Anjjan |
| 2014 | Sharafat Gayi Tel Lene | Selfiyaan     | con Meet Bros Anjjan |
| 2014 | Double di Trouble      | Lak Tunu Tunu | con Meet Bros Anjjan |

## Premios
- Nominada como mejor actriz de reparto en los premios PTC del cine punjabi (2013).